# La infanta Margarita en blanco y plata
La infanta Margarita en blanco y plata  (también conocido como La infanta Margarita en vestido blanco) es un retrato de la infanta Margarita Teresa de Austria. Pintado en 1656 por Diego Velázquez, está actualmente expuesto en el Museo de Historia del Arte de Viena y representa a la infanta de España a la edad de cinco años, vestida con un vestido blanco. Forma parte de las últimas obras del pintor.

## Histórico
La obra fue realizada en 1656. Según Martin Warnke, es ligeramente posterior a la realización de Las meninas, lienzo en el que la infanta Margarita aparece en el centro del cuadro, vistiendo un vestido blanco similar.
El lienzo hace parte de los enviados a Viena para el futuro esposo de la infanta, Leopoldo I de Habsburgo, futuro emperador del Sacro Imperio Romano Germánico.
En 1872 el grabador Félix Bracquemond reprodujo esta imagen en aguafuerte, pero hubo de basarse en otro ejemplar del retrato, de propiedad privada, y no en el original de Viena.